# خميس سعد مبارك
خميس سعد مبارك (4 أكتوبر 1970 الإمارات العربية المتحدة الإمارات العربية المتحدة - ) هو لاعب كرة قدم إماراتي يلعب كمهاجم.

## روابط خارجية
- خميس سعد مبارك على موقع الاتحاد الدولي (مؤرشف)  (الإنجليزية)
- خميس سعد مبارك على موقع قاعدة بيانات كرة القدم.إي يو (الإنجليزية)
- خميس سعد مبارك على موقع ناشيونال فوتبول تيمز (الإنجليزية)
- خميس سعد مبارك على موقع عالم كرة القدم.نت (الإنجليزية)